# Santana (Madeira)
Santana je město a okres na portugalském ostrově Madeira. Název je zkrácením jména Santa Anna. Okres leží v severovýchodní části ostrova a zahrnuje 6 farností: Arco de São Jorge, Faial, Ilha, Santana, São Jorge a São Roque do Faial. Rozloha okresu je 95,56 km². Počet obyvatel okresu se stále snižuje. Podle sčítání z roku 1849 zde žilo 11 641 obyvatel, roku 2021 již jen 6 553 obyvatel. 
Obec Santana je organizací UNESCO považována za světovou biosférickou rezervaci.

## Geografie a ekonomika
Na západě sousedí okres Santana s okresem São Vicente, na jihozápadě s okresem Câmara de Lobos, na jihu s hlavním městem Madeiry Funchalem a na východě s okresem Machico. Na severu hranici okresu ohraničuje pobřeží Atlantského oceánu.
Hlavními zdroji příjmů místních obyvatel jsou zemědělství a turismus. Turistickou atrakcí jsou typické pastevecké domečky, obvykle červené, které byly po vypasení pastviny přeneseny na nové místo. Dnes jsou většinou prázdné. Přibližně jednou za čtyři roky je třeba vyměnit jejich slaměnou střechu.
V okresu se v zahradách o ploše 7 hektarů nacházejí pavilony tvořící tematický park (portugalsky Parque Temático da Madeira) seznamující návštěvníky s historií a kulturou Madeiry a ostrova Porto Santo.

## Historie
Osada byla osídlena přibližně kolem roku 1550 lidmi z portugalského města Braga. Místním obyvatelům se také někdy říká „Bragados”. 
Na počátku osídlení byla oblast rozdělena mezi šlechtu a část buržoazie. Byla zde povinnost zúrodnit půdu a postavit obydlí pro lidi a dobytek. 
Farnost Santana vznikla královským dekretem z 4. června 1552. V roce 1835 se stala městem a krajským sídlem. 

## Podnebí
Jsou zde chladnější zimy, teplejší léta a vyšší úroveň srážek kolem 2000 mm. Průměrná teplota je zde v létě kolem 17 stupňů Celsia, nejnižší na celém ostrově Madeira.
Zima je v Santaně chladná, velmi deštivé a s častým výskytem mlhy. Průměrná  zimní teplota je zde 10,5 °C.

## Galerie

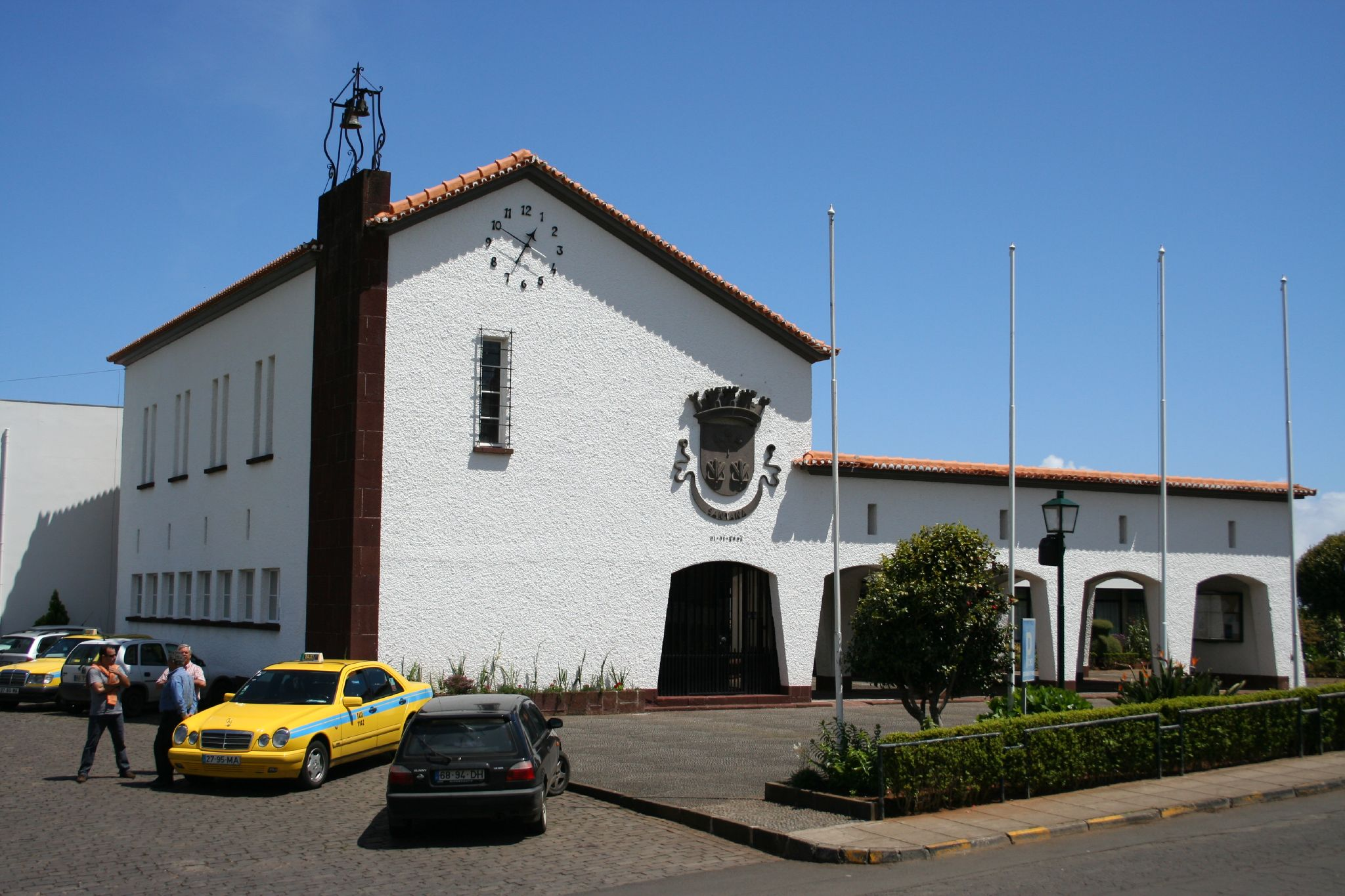
Budova radnice v Santaně
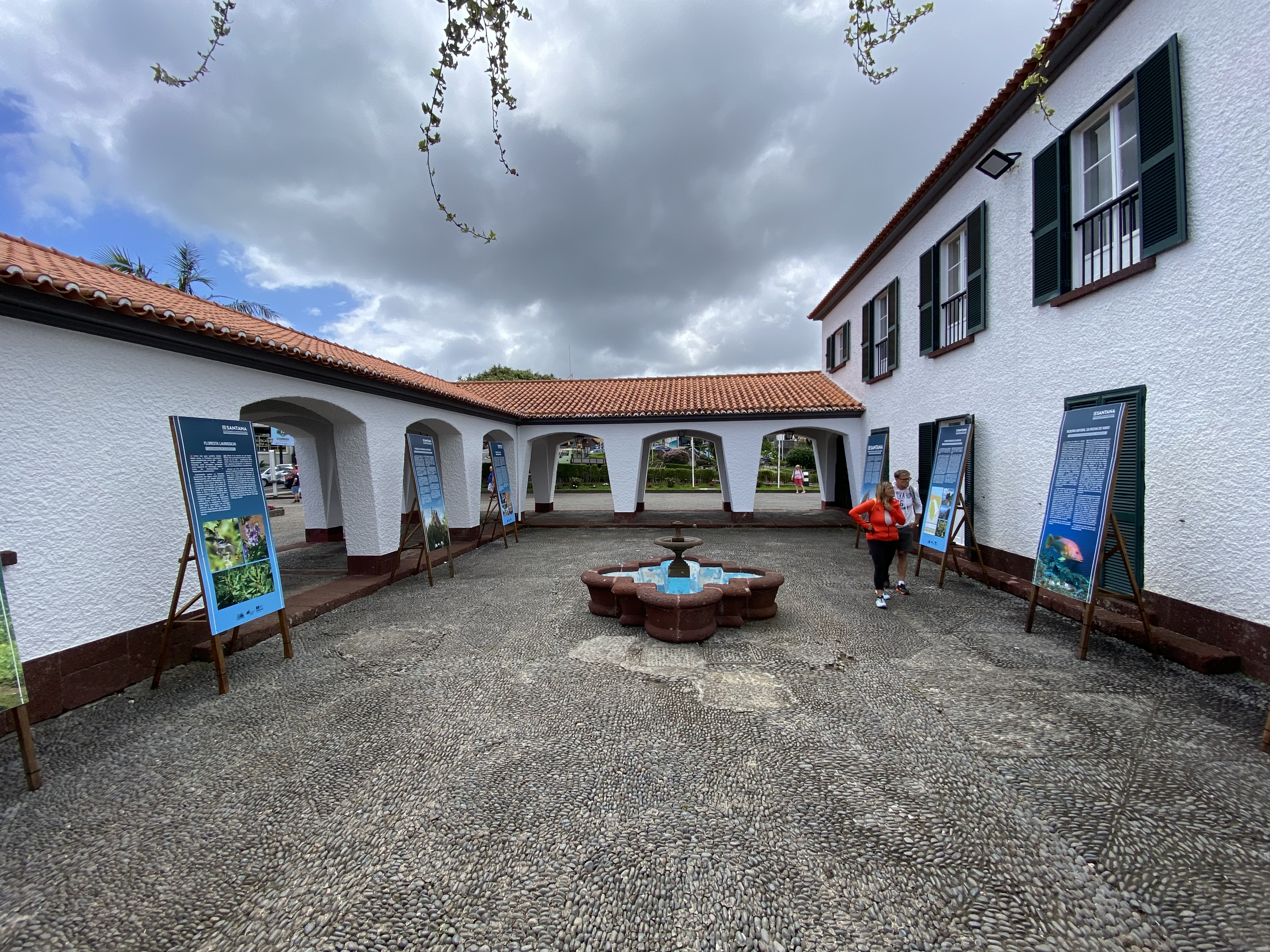
Nádvoří radnice v Santaně
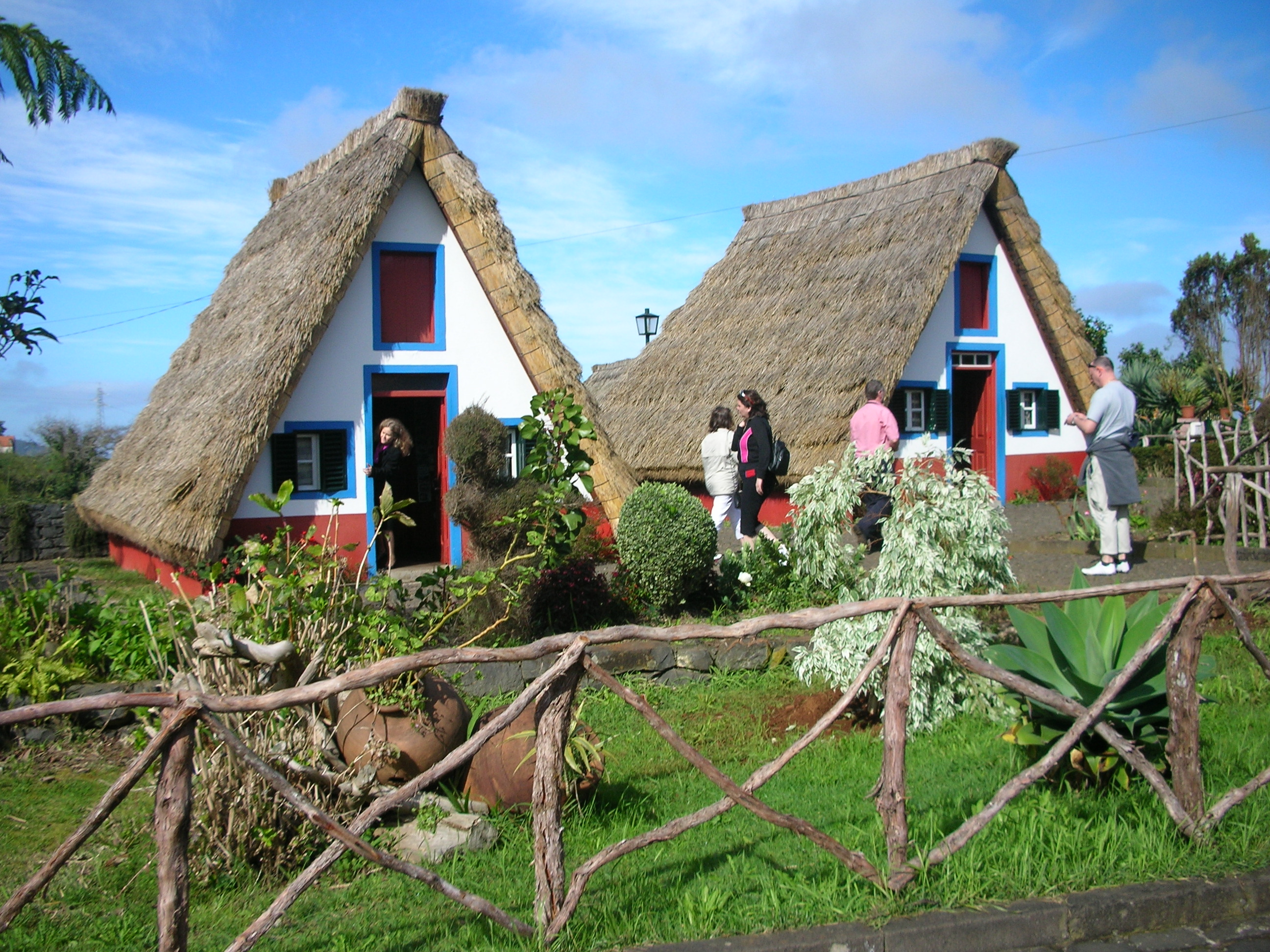
Typické domky v Santaně
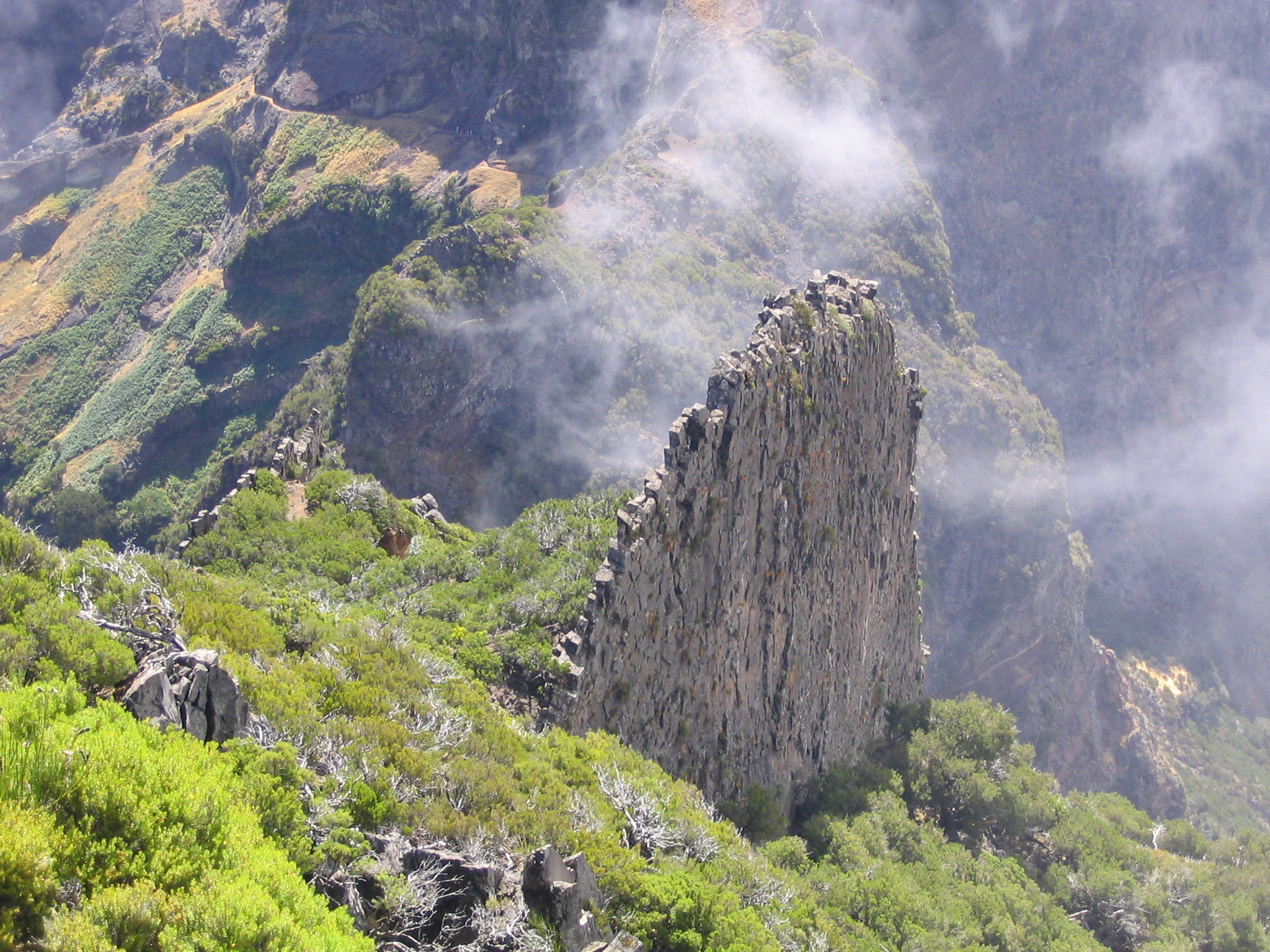
Hora Achada do Teixeira
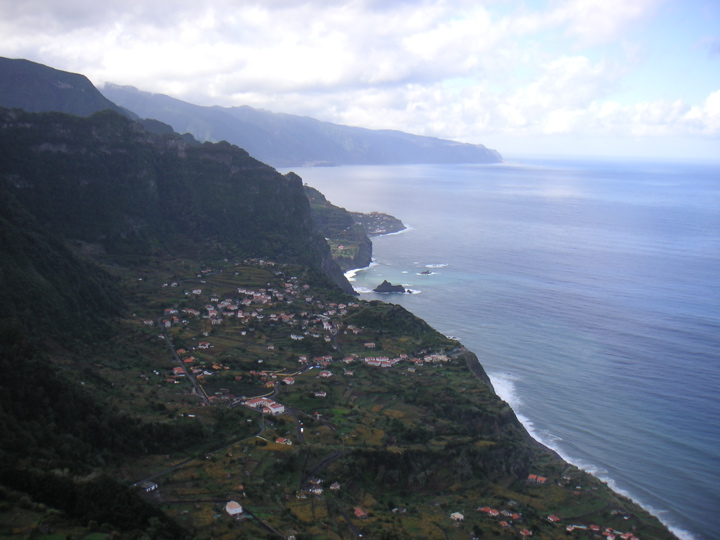
Obec Arco de São Jorge